# Сентябрьский стиль
Сентябрьский стиль — исторический календарный стиль (применялся вместе с мартовским и современным январским). Начало года приходилось на 1 сентября, откуда и произошло название. Стиль применялся в прошлом как с летосчислением «от сотворения мира» (Константинопольская эра), так и «от Рождества Христова».
Некоторые историки прослеживают частичное использование этого стиля уже со времён Киевской Руси, когда преобладали мартовские стили, но сентябрьский стиль часто применялся при составлении актов. С 1492 (7000—7001) года стал преобладающим в Московской Руси, вытеснив оба мартовских и использовался до перехода на январский год  по указу Петра I от 19 декабря 7208 года (19 (29) декабря 1699 года). Кроме Руси, стиль использовался в Византии, Сербии, Болгарии.
Перевод в современные даты осуществляется вычитанием 5508 лет (для дат в январе — августе) или 5509 лет (для сентября — декабря).